# Igreja do Espírito Santo e Santo Estêvão
A Igreja do Espírito Santo e Santo Estêvão é uma igreja católica em 44 Ashchurch Grove, White City, em Londres.
A igreja e o seu presbitério anexo são um edifício listado como Grau II, construído em 1903–04 e projectado pelo arquitecto-sacerdote Alexander Scoles.